# Microcharon bureschi
Microcharon bureschi is een pissebed uit de familie Lepidocharontidae. De wetenschappelijke naam van de soort is voor het eerst geldig gepubliceerd in 1976 door Cvetkov.